# El Torno, Mexiko
El Torno är en ort i Mexiko.   Den ligger i kommunen Cazones de Herrera och delstaten Veracruz, i den sydöstra delen av landet, 240 km nordost om huvudstaden Mexico City. El Torno ligger 24 meter över havet och antalet invånare är 110.
Terrängen runt El Torno är platt. Havet är nära El Torno österut.  Närmaste större samhälle är Cazones de Herrera, 7,6 km väster om El Torno. 